# Pirey
Pirey è un comune francese di 1 937 abitanti situato nel dipartimento del Doubs nella regione della Borgogna-Franca Contea.

## Storia

### Simboli
Lo stemma è stato adottato il 13 aprile 1993 e la sua composizione richiama le radici storiche del comune riprendendo i blasoni delle famiglie legate alla località fin dal Medioevo: Dramelay (d'oro; al capo di rosso), de Chalon (di rosso, alla banda d'oro) e il giglio dei Despotots (d'azzurro, al vaso d'oro, a due anse, da cui escono tre gigli d'argento, gambuti di verde). La croce di Sant'Andrea d'oro su fondo azzurro proviene dallo stemma della famiglia Arnoux de Pirey (d'azzurro, al decusse d'oro, accompagnato in capo da due rose gambute d'argento, e in punta da un crescente montante dello stesso); la piccola croce evoca il trasferimento a Pirey, nel 1805, di gran parte degli arredi religiosi del convento dei Minimi della Consolazione, iscritto nell'elenco nazionale dei Monumenti storici.

## Società

### Evoluzione demografica
Abitanti censiti